# 조 스카나티
로버트 C. 주벨리러(Joseph B. Scarnati III, 1962년 1월 2일 ~ )는 미국의 정치인이다.

## 학력
- 펜 스테이트 듀보이스

## 경력
- 1986 ~ 1994 브록웨이 시의회 의원
- 2001.01.02 공화당 입당
- 2001.01 ~ 2020.11 펜실베이니아 제25선거구 상원의원
- 2007.01 ~ 2020.11 펜실베이니아 상원의장
- 2008.12 ~ 2011.01 제31대 펜실베이니아 부지사

## 역대 선거 결과
| 선거명      | 직책명                         | 대수 | 정당   | 득표율  | 득표수   | 결과 | 당락                     |
| ----------- | ------------------------------ | ---- | ------ | ------- | -------- | ---- | ------------------------ |
| 2000년 선거 | 상원의원 (펜실베이니아 제25부) | -대  | 무소속 | 32.91%  | 29,346표 | 1위  | 펜실베이니아 주의원 당선 |
| 2004년 선거 | 상원의원 (펜실베이니아 제25부) | -대  | 공화당 | 89.54%  | 74,383표 | 1위  | 펜실베이니아 주의원 당선 |
| 2008년 선거 | 상원의원 (펜실베이니아 제25부) | -대  | 공화당 | 66.62%  | 61,553표 | 1위  | 펜실베이니아 주의원 당선 |
| 2012년 선거 | 상원의원 (펜실베이니아 제25부) | -대  | 공화당 | 100.00% | 75,096표 | 1위  | 펜실베이니아 주의원 당선 |
| 2016년 선거 | 상원의원 (펜실베이니아 제25부) | -대  | 공화당 | 74.84%  | 76,416표 | 1위  | 펜실베이니아 주의원 당선 |